# کییوف (ناحیه ژدار ناد سازاوو)
کییوف (به چکی: Kyjov) یک منطقهٔ مسکونی در جمهوری چک است که در ناحیه ژدار ناد سازاووو واقع شده‌است. کییوف ۱٫۷۵ کیلومتر مربع مساحت و ۴۸ نفر جمعیت دارد و ۶۴۰ متر بالاتر از سطح دریا واقع شده‌است.